# Абу-Раваш
Абу-Рава́ш (так же Абу-Роаш, араб. ابو رواش‎) — местность в Египте, в 8 км севернее Гизы, известная как самый северный пирамидальный некрополь, в котором находятся по меньшей мере четыре полуразрушенные пирамиды: пирамида Джедефры (№ 2) и пирамида-спутник (с юго-восточной стороны), пирамида Лепсиуса I (№ 1) и Пирамида Лепсиуса III (№ 3). Самая известная из них — пирамида Джедефры (также известна как пирамида в Абу-Раваше). Пирамида была построена на каменной возвышенности. Изначально считалось, что эта пирамида никогда не была завершена, но согласно последним археологическим данным, эта пирамида не только была завершена, но и не уступала по своим размерам пирамиде Менкаура (3-я по величине пирамида в Гизе). Верхняя часть пирамиды отсутствует, открывая проход вовнутрь, уходящий в коренную породу. Причина, по которой отсутствует верхняя часть, неизвестна.
Немногим южнее пирамиды Джедефры расположена пирамида-спутник Лепсиуса III. По размеру вдвое меньше первой. В двух км на северо-восток расположена пирамида Лепсиуса I, которая по своей величине лишь немногим уступала пирамидам Хеопса, Хефрена и Снофру. Размер основания этой пирамиды был 215 м, высота от 107 до 150 м. В середине XVII в. у пирамиды ещё присутствовали руины стен, но ближе к XX веку они были разобраны населением для постройки домов в Абу-Раваше. В настоящий момент пирамида находится в полуразрушенном состоянии.
Раскопки данной местности были впервые проведены в 1901 году Эмилем Чассинатом, директором IFAO в Каире. Более поздние археологические раскопки проводили Мишель Валлоггия (Университет Женевы), IFAO и Верховный Совет Древностей Египта.

## Галерея
- Некрополь на карте Лепсиуса.
- Реконструкция пирамиды Джедефра.
- Пирамида-спутник Джедефра отмечена буквой "С".
- Реконструкция пирамиды Лепсиус I.
- Пирамида Джедефра и Лепсиус III (на заднем плане).